# Groveville
Groveville – jednostka osadnicza w Stanach Zjednoczonych, w stanie New Jersey, w hrabstwie Mercer.